# Massier
Massier avser den student som väljs att utföra olika uppgifter och förvalta klassens gemensamma ekonomi.
Massier har sitt ursprung i Pariskommunen, där studenterna vid konstakademien använde ordet massie i ett stridsrop. Men ordet har en äldre betydelse där Massier innebär att en soldat bär på en stav som symbol för hans funktion, kanske mest känd är marskalkstaven.
Vid de franska konst- och arkitekturskolorna infördes termen för de elever som arbetade i målnings- eller skulpturverkstäder där eleverna valde en studiekamrat som skulle vara deras talesman och utföra olika uppgifter och ansvara för klassens gemensamma kassa. Uppgifterna bestod i att införskaffa material, anlita och betala modeller samt om ekonomin tillät det även arrangera klassfester. I Frankrike grundades 1926 föreningen Grande Masse des Beaux-Arts för dem som blev valda till massier.